# Nepenthes hurrelliana
Nepenthes hurrelliana Cheek & A.L.Lamb, 2003 è una pianta carnivora della famiglia Nepenthaceae, endemica del Borneo, dove cresce a 1300–2400 m.

## Conservazione
La Lista rossa IUCN classifica Nepenthes hurrelliana come specie a rischio minimo (Least Concern).